# Lista över fornlämningar i Falköpings kommun (Kinneved)
Lista över fornlämningar i Falköpings kommun (Kinneved) är en förteckning av ett urval av de fornlämningar som finns i Kinneved i Falköpings kommun.
| Namn                          | Lämningstyp                 | Tillkomsttid | Historisk indelning     | Plats | Läge                 | ID-nr          | Bild                                      |
| ----------------------------- | --------------------------- | ------------ | ----------------------- | ----- | -------------------- | -------------- | ----------------------------------------- |
| Kinneved 1:1                  | Stensättning                |              | Kinneved, Västergötland |       | 58.108002, 13.536770 | 10195600010001 | Ladda upp en bild av detta fornminne      |
| Kinneved 2:1                  | Stensättning                |              | Kinneved, Västergötland |       | 58.108562, 13.536342 | 10195600020001 | Ladda upp en bild av detta fornminne      |
| Kinneved 3:1                  | Stenkammargrav              |              | Kinneved, Västergötland |       | 58.107344, 13.535670 | 10195600030001 | Ladda upp en bild av detta fornminne      |
| Kinneved 5:1                  | Stenkammargrav              |              | Kinneved, Västergötland |       | 58.105519, 13.537554 | 10195600050001 | Ladda upp en bild av detta fornminne      |
| Galgabacken (Kinneved 9:1)    | Stensättning                |              | Kinneved, Västergötland |       | 58.102964, 13.535658 | 10195600090001 | Ladda upp en bild av detta fornminne      |
| Kinneved 14:1                 | Stenkammargrav              |              | Kinneved, Västergötland |       | 58.098431, 13.486343 | 10195600140001 | Ladda upp en bild av detta fornminne      |
| Kinneved 15:1                 | Stenkammargrav              |              | Kinneved, Västergötland |       | 58.096393, 13.481900 | 10195600150001 | Ladda upp en bild av detta fornminne      |
| Kinneved 16:1                 | Stenkammargrav              |              | Kinneved, Västergötland |       | 58.094690, 13.503779 | 10195600160001 | Ladda upp en bild av detta fornminne      |
| Kinneved 19:1                 | Stenkammargrav              |              | Kinneved, Västergötland |       | 58.090412, 13.528967 | 10195600190001 | Ladda upp en bild av detta fornminne      |
| Slutarpsdösen (Kinneved 21:1) | Stenkammargrav              |              | Kinneved, Västergötland |       | 58.090096, 13.512308 | 10195600210001 | Ladda upp en till bild av detta fornminne |
| Slutarpsdösen (Kinneved 21:2) | Hällristning                |              | Kinneved, Västergötland |       | 58.090096, 13.512308 | 10195600210002 | Ladda upp en bild av detta fornminne      |
| Kinneved 24:1                 | Stenkammargrav              |              | Kinneved, Västergötland |       | 58.082880, 13.521319 | 10195600240001 | Ladda upp en bild av detta fornminne      |
| Kinneved 27:1                 | Hög                         |              | Kinneved, Västergötland |       | 58.080720, 13.526451 | 10195600270001 | Ladda upp en bild av detta fornminne      |
| Kinneved 28:1                 | Hög                         |              | Kinneved, Västergötland |       | 58.079467, 13.546761 | 10195600280001 | Ladda upp en bild av detta fornminne      |
| Kinneved 30:1                 | Hög                         |              | Kinneved, Västergötland |       | 58.077928, 13.543963 | 10195600300001 | Ladda upp en bild av detta fornminne      |
| Kinneved 30:2                 | Stensättning                |              | Kinneved, Västergötland |       | 58.077808, 13.543896 | 10195600300002 | Ladda upp en bild av detta fornminne      |
| Kinneved 31:1                 | Grav markerad av sten/block |              | Kinneved, Västergötland |       | 58.066998, 13.420888 | 10195600310001 | Ladda upp en bild av detta fornminne      |
| Kinneved 32:1                 | Stenkrets                   |              | Kinneved, Västergötland |       | 58.067685, 13.423832 | 10195600320001 | Ladda upp en bild av detta fornminne      |
| Kinneved 33:1                 | Grav markerad av sten/block |              | Kinneved, Västergötland |       | 58.065707, 13.435357 | 10195600330001 | Ladda upp en bild av detta fornminne      |
| Kinneved 36:1                 | Grav markerad av sten/block |              | Kinneved, Västergötland |       | 58.071606, 13.473523 | 10195600360001 | Ladda upp en bild av detta fornminne      |
| Kinneved 39:1                 | Runristning                 |              | Kinneved, Västergötland |       | 58.066978, 13.485320 | 10195600390001 | Ladda upp en till bild av detta fornminne |
| Kinneved 41:1                 | Stensättning                |              | Kinneved, Västergötland |       | 58.060430, 13.485582 | 10195600410001 | Ladda upp en bild av detta fornminne      |
| Kinneved 42:1                 | Stensättning                |              | Kinneved, Västergötland |       | 58.066926, 13.489831 | 10195600420001 | Ladda upp en bild av detta fornminne      |
| Kinneved 43:1                 | Runristning                 |              | Kinneved, Västergötland |       | 58.071460, 13.490053 | 10195600430001 | Ladda upp en bild av detta fornminne      |
| Kinneved 44:1                 | Stensättning                |              | Kinneved, Västergötland |       | 58.073046, 13.507319 | 10195600440001 | Ladda upp en bild av detta fornminne      |
| Kinneved 44:3                 | Hällristning                |              | Kinneved, Västergötland |       | 58.073000, 13.507359 | 10195600440003 | Ladda upp en bild av detta fornminne      |
| Kinneved 45:1                 | Stensättning                |              | Kinneved, Västergötland |       | 58.070608, 13.511018 | 10195600450001 | Ladda upp en bild av detta fornminne      |
| Kinneved 46:1                 | Grav markerad av sten/block |              | Kinneved, Västergötland |       | 58.070195, 13.510741 | 10195600460001 | Ladda upp en bild av detta fornminne      |
| Kinneved 48:1                 | Hällristning                |              | Kinneved, Västergötland |       | 58.071061, 13.488816 | 10195600480001 | Ladda upp en bild av detta fornminne      |
| Kinneved 50:1                 | Stensättning                |              | Kinneved, Västergötland |       | 58.067860, 13.511844 | 10195600500001 | Ladda upp en bild av detta fornminne      |
| Kinneved 51:1                 | Hög                         |              | Kinneved, Västergötland |       | 58.069455, 13.535698 | 10195600510001 | Ladda upp en bild av detta fornminne      |
| Kinneved 51:2                 | Stenkammargrav              |              | Kinneved, Västergötland |       | 58.069477, 13.536127 | 10195600510002 | Ladda upp en bild av detta fornminne      |
| Kinneved 52:1                 | Hög                         |              | Kinneved, Västergötland |       | 58.069494, 13.537414 | 10195600520001 | Ladda upp en bild av detta fornminne      |
| Kinneved 54:1                 | Grav markerad av sten/block |              | Kinneved, Västergötland |       | 58.061739, 13.509658 | 10195600540001 | Ladda upp en bild av detta fornminne      |
| Kinneved 55:1                 | Stensättning                |              | Kinneved, Västergötland |       | 58.062121, 13.528707 | 10195600550001 | Ladda upp en bild av detta fornminne      |
| Kinneved 63:1                 | Stensättning                |              | Kinneved, Västergötland |       | 58.066211, 13.494794 | 10195600630001 | Ladda upp en bild av detta fornminne      |
| Kinneved 65:1                 | Stensättning                |              | Kinneved, Västergötland |       | 58.080499, 13.490144 | 10195600650001 | Ladda upp en bild av detta fornminne      |
| Kinneved 79:1                 | Stensättning                |              | Kinneved, Västergötland |       | 58.060509, 13.506220 | 10195600790001 | Ladda upp en bild av detta fornminne      |
| Kinneved 82:1                 | Stensättning                |              | Kinneved, Västergötland |       | 58.076362, 13.473776 | 10195600820001 | Ladda upp en bild av detta fornminne      |
| Kinneved 89:1                 | Stensättning                |              | Kinneved, Västergötland |       | 58.067808, 13.504484 | 10195600890001 | Ladda upp en bild av detta fornminne      |
| Kinneved 90:1                 | Hällristning                |              | Kinneved, Västergötland |       | 58.062403, 13.483523 | 10195600900001 | Ladda upp en bild av detta fornminne      |
| Kinneved 96:1                 | Grav markerad av sten/block |              | Kinneved, Västergötland |       | 58.069553, 13.443928 | 10195600960001 | Ladda upp en bild av detta fornminne      |
| Kinneved 97:1                 | Stenkrets                   |              | Kinneved, Västergötland |       | 58.066637, 13.441109 | 10195600970001 | Ladda upp en bild av detta fornminne      |
| Kinneved 97:2                 | Stenkrets                   |              | Kinneved, Västergötland |       | 58.066532, 13.441175 | 10195600970002 | Ladda upp en bild av detta fornminne      |
| Kinneved 109:1                | Stensättning                |              | Kinneved, Västergötland |       | 58.066001, 13.493448 | 10195601090001 | Ladda upp en bild av detta fornminne      |